# Стояново (област Монтана)
 За другото българско село вижте Стояново (Област Кърджали).  
Стоя̀ново е село в Северозападна България. То се намира в община Вършец, област Монтана.

## История
Селото вероятно носи името си от подвизавалия се из този край през осемнадесети век Стоян войвода. С чета от десетина души причаквали турски кервани по пътя за Видин, а после се криели из околните хълмове. Заради близката река прескачали и до първото село, тогава именувано Сердар, за да се почистят и изперат. През тридесетте години селото е наречено Стояново.

## Културни и природни забележителности
Селото се намира по средата на пътя от Враца към Монтана, на около десетина километра от разклона към Вършец. Покрай него тече река Ботуня, което придава някакъв колорит на балканското село. Все пак е по пътя към курортите Вършец и Берковица.

## Известни личности
Родени в Стояново
- Николай Соколов (1927 – 1994) – поет

## Други
Село Стояново е родното място на писателя Николай Соколов /Никола Иванов Давидов/ – 1927 – 1994 г.
Николай Соколов твори през втората половина на миналия век, известен е предимно с произведенията си за деца – „Приказки за Въртишия“, „Пожар“, „Какъв войник“, „Вихрушка“, „Кой изплаши звездите“. Стихотворенията му влизат в читанките за началния курс. Най-силното му произведение е пиесата „Майстор Манол“, играна в Благоевградския театър.